# فیروزان
فیروزان یکی از شهرهای استان همدان در غرب ایران است. این شهر با جمعیت ۵٬۶۳۶ نفر مرکز بخش خزل شهرستان نهاوند است. فیروزان در ۳۶ کیلومتری شمال باختری نهاوند واقع شده است. قلقل‌رود از این شهر می‌گذرد، آن را به دوبخش تقسیم می‌کند و پس از طی چند کیلومتر به رود گاماسیاب می‌ریزد. فیروزان از مراکز بافت قالی نهاوند است همچنین گیوه (کلاش) بافی در آن ناحیه قدمت بسیار دارد.
فیروزان بر گسل  جوان زاگرس واقع شده است. فیروزان در کانون زمین‌لرزه ۱۳۳۶ فارسینج به بزرگی ۷٫۱ ریشتر و زمین لرزهٔ ۱۶ اوت ۱۹۵۸ فیروز آباد نهاوند به بزرگی ۶٫۷ در مقیاس ریشتر قرار داشته است.

## تاریخ

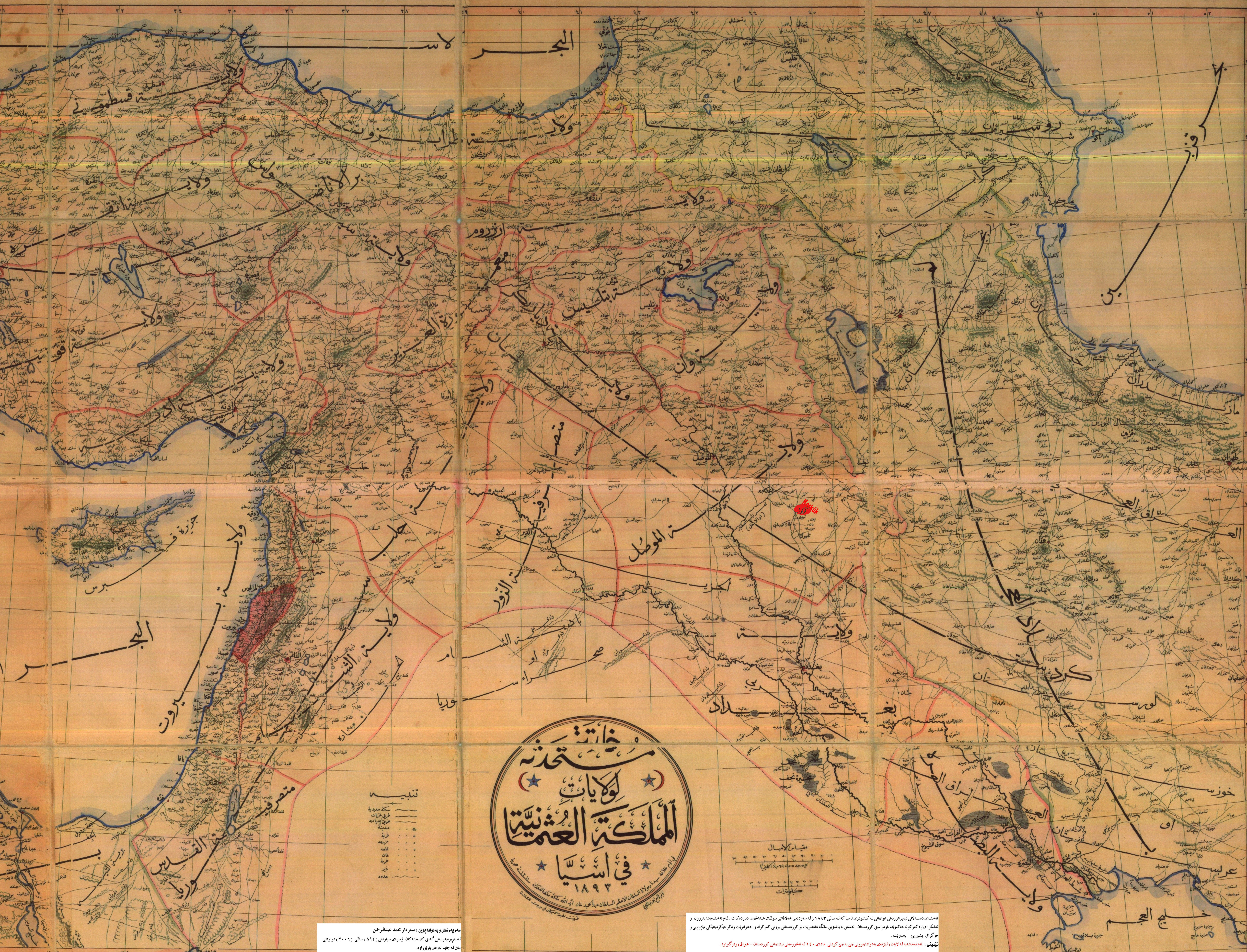
فیروز آباد در نقشهٔ ملوک ایران و عثمانی در سال ۱۸۹۳

پس از شکست ایرانیان در جنگ جولاء، سپاه اعراب به قصد فتح فلات ایران در جنگ نهاوند که در بهمن ۶۴۲م انجام شد بر ارتش ساسانیان به فرماندهی فیروزان غلبه کرد.فیروزان (فیروز) در آن نبرد کشته شد و مردم نام آن روستا که فیروزان در جوار آن کشته شد را فیروزان نهادند «تپه فیروزان»، محوطه‌ای متعلق به دوران تاریخی (اشکانی-ساسانی) و اسلامی (سده‌های سوم و چهارم قمری) در حاشیه بافت قدیمی شهر فیروزان قرار گرفته که در سال ۱۳۸۴ با شماره ثبت ۱۳۰۴۴ در فهرست آثار ملی به ثبت رسیده است.

موقعیت فیروزان (فیروزآباد) در نقشه ۱۸۶۵–۱۸۶۹ - هاینریش کیپرت

روستای فیروز آباد با تأیید ریاست جمهور در مورخ ۱۳۷۴٫۷٫۱۶ به فیروزان تغییر نام داده و به عنوان مرکز بخش خزل شناخته شد

## مردم
ساکنین فیروزان به زبان‌های لکی و لری سخن می‌گویند. ساکنین آن مردمان ایل خزل و سلگی می باشنددر کتاب فر هنگ جغرافیایی ایران، فیروز آباد خزل دهی با سیصد و ده نفر سکنه در استان کردستان ذکر شده است که در مسیر نهاوند - کرمانشاه قرار داشته و اهالی آن به‌زبان لری ولکی سخن می‌گفته‌اند. کشت آن توتون، تریاک و حبوات بوده است